# Сухеднюв
Сухеднюв (пол. Suchedniów) — город в Польше, входит в Свентокшиское воеводство, Скаржиский повят. Имеет статус городско-сельской гмины. Занимает площадь 59,40 км². Население — 8971 человек (на 2006 год).

## Известные уроженцы
- Аполлоний Киндзерский (1861—1939) — польский живописец.